# Кольский научный центр РАН
Кольский научный центр Российской академии наук (бывший Кольский филиал Академии наук СССР) имени С. М. Кирова, объединение научных учреждений РАН на Кольском полуострове.

## История
Основан в 19 июля 1930 года как Хибинская горная станция АН СССР «Тиетта».
В 1934 году станция была преобразована в Кольскую научно-исследовательскую базу АН СССР имени С. М. Кирова.
В 1949 — создан Кольский филиал АН СССР (Кол. фил. АН СССР). В 1967 году был награждён орденом Ленина.
В 1990 году был переименован в Кольский научный центр АН СССР (Кол. НЦ АН СССР). При образовании Российской академии наук в конце 1991 года вошёл в её состав на правах регионального научного центра — Кольский научный центр РАН (Кол. НЦ РАН).

### Руководители
- 1920 — А. П. Карпинский, почетный председатель Северной научно-промысловой экспедиции ВСНХ.
- 1930 — А. Е. Ферсман, руководитель станции, а затем Кольской базы АН СССР.
- 1945 — Д. С. Белянкин, руководитель Кольской базы, а затем филиала АН СССР.
- 1952 — А. В. Сидоренко, руководитель Кольского филиала АН СССР.
- 1961 — Е. К. Козлов, председатель Президиума Кольского филиала АН СССР.
- 1971 — Г. И. Горбунов, председатель Президиума Кольского филиала АН СССР.
- 1985 — В. Т. Калинников, председатель Президиума Кольского научного центра РАН.
- 2015 — Ю. Л. Войтеховский, исполняющий обязанности председателя Кольского научного центра РАН[3].
- 2017 — С. В. Кривовичев, председатель Кольского научного центра РАН[4].

## Структура КНЦ РАН
Большинство институтов центра расположено в городе Апатиты.
В состав научного центра входят :
- Геологический институт
- Горный институт
- Институт химии и технологии редких элементов и минерального сырья им. И. В. Тананаева
- Институт экономических проблем
- Институт информатики и математического моделирования технологических процессов
- Институт проблем промышленной экологии Севера
- Полярно-альпийский ботанический сад-институт
- Центр физико-технических проблем энергетики Севера
- Центр гуманитарных проблем Баренц-региона
- Мурманский морской биологический институт

## Направления деятельности
Основные направления научной деятельности:
- Изучение геологического строения Кольского полуострова;
- Природных геохимических процессов и закономерностей размещения полезных ископаемых;
- Разработка эффективной технологии добычи и обогащения минерального сырья;
- Научных основ и методов его комплексной переработки;
- Изучение биологической продуктивности Баренцева моря и путей её повышения;
- Исследование почвенных, растительных и водных ресурсов Мурманской области;
- Вопросов интродукции и акклиматизации растений;
- Охраны окружающей среды;
- Изучение проблем физики верхних слоев атмосферы и ближнего космоса;
- Экономическая оценка природных ресурсов;
- Разработка проблем повышения эффективности производства и перспектив развития производительных сил Мурманской области и смежных с ней районов.

## Известные учёные, чья деятельность связана с Центром
- См. Категория:Учёные Кольского научного центра РАН